# Istituto tecnico agrario Ciuffelli
L’Istituto Tecnico Agrario Augusto Ciuffelli è la scuola di agricoltura più antica d'Italia, fondata nel 1864. Il complesso scolastico che ospita l'Istituto è il Monastero di Montecristo, situato a ridosso della cinta muraria della città di Todi, in provincia di Perugia..

## Storia dell'edificio: il Monastero di Montecristo
A partire dal XII secolo sul colle Tubelo (dove sorge l'Istituto Agrario) aveva sede un convento di monaci benedettini, al quale dal 1248 si sostituì un monastero di monache clarisse provenienti da Collazzone. Alle clarisse si aggiunsero nel convento le monache di S.Giovanni di Patrignano.
Durante il periodo di riconquista da parte dello stato pontificio, il monastero fu fortificato e la comunità soffrì gravemente delle lotte tra le famiglie locali, ma anche ad opera dei potentati che all'epoca compivano scorrerie nell'Italia centrale.
Nel 1521 le monache di Collazzone intentarono causa nei confronti delle consorelle di Montecristo e nel 1537 il monastero dette scandalo nella città per presunti comportamenti poco morali e disonesti tenuti da alcune monache. I due monasteri furono riuniti nel 1539 da papa Paolo III.

## Festeggiamenti per i 150 anni (1864-2014)
Dal 3 al 6 maggio 2014, l'Istituto Agrario Augusto Ciuffelli ha festeggiato i 150 anni di attività con una serie di importanti iniziative: il convegno nazionale "Tradizione e innovazione dell'istruzione agraria in Italia" e la mostra "L'arte dei campi: 150 anni di insegnamento agrario a Todi".
Il convegno suddiviso in quattro sessioni, si è svolto principalmente nella Sala del Consiglio dei Palazzi Comunali, con una sessione conclusiva tenuta nel chiostro della “Cittadella Agraria”. Alla presenza di autorevoli rappresentanti del mondo politico-istituzionale, universitario ed imprenditoriale, si è discusso sui progressi della ricerca e le possibili azioni in ambito locale per lo sviluppo rurale nella regione, con approfondimenti tecnici e legislativi sulla programmazione del GAL Media Valle del Tevere.
Numerose le iniziative collegate ai festeggiamenti: la creazione di un annullo filatelico speciale, un concerto del Coro degli Alpini, l'apertura di una nuova cantina sperimentale, il convegno con la Presidente della Camera Laura Boldrini, l'avvio dell'ITS Agroalimentare, il concorso nazionale di land art, l'inaugurazione dell'aula verde per l'educazione ambientale, il ciclo di incontri con scrittori e giornalisti sui temi dell'Expo 2015.